# Linea 1 (metropolitana di Shanghai)
La Linea 1 della metropolitana di Shanghai è una linea di metropolitana che serve la città di Shanghai, in Cina. Si estende per circa 36 km e serve 28 stazioni. La linea è utilizzata da oltre un milione di persone ogni giorno, questo la rende la più utilizzata dell'intera rete metropolitana della città.

## Stazioni
| Linea 1 (一号线) |                                |              |
| #                | Stazione                       | Collegamenti |
| 1                | Fujin Road                     |              |
| 2                | West Youyi Road                |              |
| 3                | Bao'an Highway                 |              |
| 4                | Gongfu Xincun                  |              |
| 5                | Hulan Road                     |              |
| 6                | Tonghe Xincun                  |              |
| 7                | Gongkang Road                  |              |
| 8                | Pengpu Xincun                  |              |
| 9                | Wenshui Road                   |              |
| 10               | Shanghai Circus World          |              |
| 11               | Yanchang Road                  |              |
| 12               | North Zhongshan Road           |              |
| 13               | Shanghai Railway Station       | Shanghai     |
| 14               | Hanzhong Road                  |              |
| 15               | Xinzha Road                    |              |
| 16               | People's Square                |              |
| 17               | South Huangpi Road             |              |
| 18               | South Shaanxi Road             |              |
| 19               | Changshu Road                  |              |
| 20               | Hengshan Road                  |              |
| 21               | Xujiahui                       |              |
| 22               | Shanghai Indoor Stadium        |              |
| 23               | Caobao Road                    |              |
| 24               | Shanghai South Railway Station | Shanghai Sud |
| 25               | Jinjiang Park                  |              |
| 26               | Lianhua Road                   |              |
| 27               | Waihuanlu                      |              |
| 28               | Xinzhuang                      |              |